# Stevens Arms
Стівенс Армс (англ. Stevens Arms; дослівний переклад — Зброя Стівенса) американська компанія-виробник вогнепальної зброї створена Джошуа Стівенсом в 1864 році в Чикопі, штат Массачусетс. Компанія представила набій .22 Long Rifle та розробила багато гвинтівок, рушниць та цільових пістолетів. До 1902 року вони рекламували себе як «найбільший виробник спортивної зброї в світі». 28 травня 1915 року її придбала компанія New England Westinghouse, а 1 квітня 1920 року — Savage Arms. В якості підрозділу Savage, Stevens продовжила випускати вогнепальну зброю у Чикопі Фолс до 1960 року, коли завод було закрито і виробництво Stevens було переведено до приміщень компанії Savage. Компанія Savage прибрали назву Stevens в 1991 році, але в 1999 році вони повернули назву і до цього часу використовує її для дешевих гвинтівок та рушниць.

## Історія
Компанію Stevens Arms створив Джошуа Стівенс за підтримки спонсорів В.Б. Фея та Джеймса Тейлора Чикопі Фолс, Массачусетс в 1864 році під назвою J. Stevens & Co. Спочатку вони випускали однозарядні пістолети з переламним затвором.

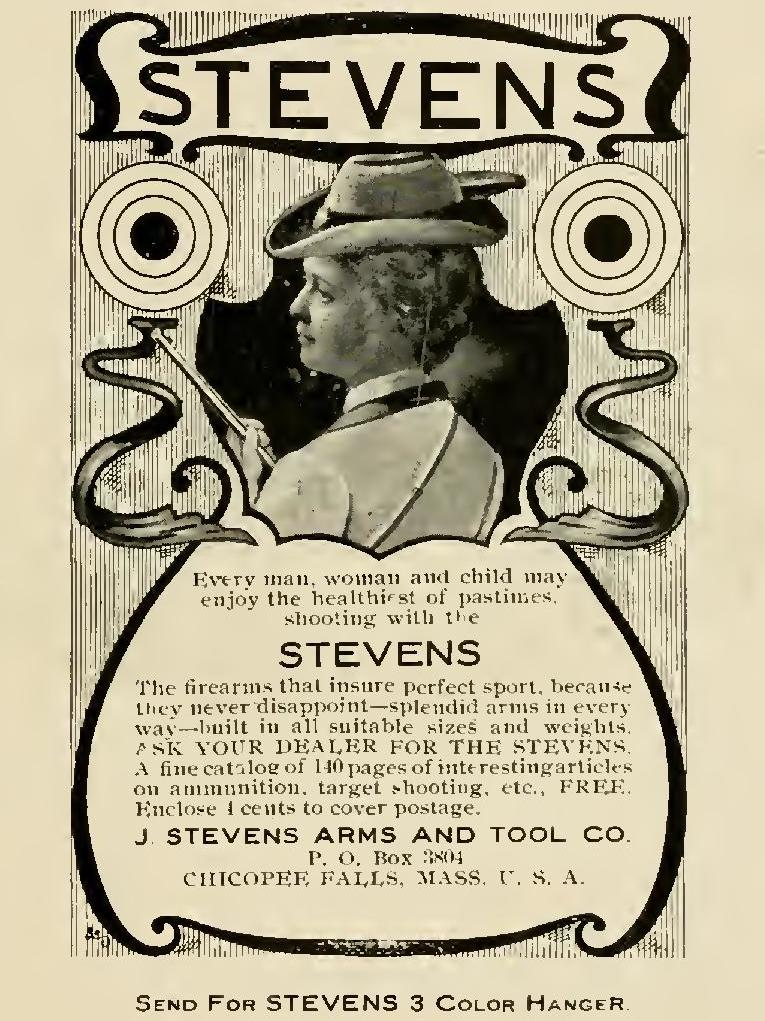
Оголошення в щорічнику 1906 Університету Західної Вірджинії

В 1870 році бізнес Стівенса, який  тоді займав перероблений млин і мав шістдесят співробітників, йшов повільно. На подальші продажи негативно вплинув біржовий крах 1873 року. До 1876 року компанія змогла відновитися збільшивши виробництво рушниць вдвічі ніж у попередньому році. В 1883 році вони придбали Massachusetts Arms Company, яку допомагав створити Джошуа Стівенс в 1850 році. В 1886 році компанію реорганізували і зареєстрували як J. Stevens Arms & Tool Co. Бізнес почав зростати, оскільки основну частину виробництва складав випуск і продаж інструментів.
В 1896 році Stevens & Taylor були викуплені І.Х. Пейдж, який був одним з нових партнерів та бухгалтером. Пейдж привів компанію до зростання, таким чином в 1902 році компанія Stevens мала 900 співробітників і стала одним з провідних виробників вогнепальної зброї в світі. В 1901 році Stevens уклав партнерські відносини з Дж. Френком Дурією для виробництва автомобілів Stevens-Duryea окремому приміщенні в Чикопі Фолс. У 1915 році компанія Stevens очолила збройний бізнес в США з виробництва цільової зброї та зброї для полювання на малу дичину.
28 травня 1915 року, New England Westinghouse, підрозділ компанії Westinghouse Electric, придбали компанію Stevens. New England Westinghouse була спеціально створена для виконання замовлення на виробництво 1,8 млн гвинтівок Мосіна-Нагана для царя Миколи II щоб використати їх під час Першої світової війни. Вони мали потребу у виробничих приміщеннях, а тому обрали компанію Stevens. Після придбання, вони продали підрозділ з вироблення інструментів, припинили виробництво автомобілів Stevens-Duryea і 1 липня 1916 року перейменували підрозділ з виробництва вогнепальної зброї на J. Stevens Arms Company. Після Лютневої революції 1917 року New England Westinghouse не отримала плату за замовлення і опинилася у фінансовій скруті. Вони змогли продати більшу частину гвинтівок уряду США і зберегли підрозділ з виробництва вогнепальної зброї Stevens і навіть змогли повернутися до обмеженого виробництва цивільної зброї у період з 1917 по 1920 роки поки шукали покупця Stevens.
1 квітня 1920 року компанію Stevens придбала компанія Savage Arms Company. Компанія Stevens працювала в якості дочірньої компанії Savage, але в напівзалежному статусі до 1942 року. Таке злиття зробило компанію Savage найбільшим виробником зброї в США на той час.
9 липня 2019 року Vista Outdoor завершила продаж Savage Arms та Stevens Arms за 170 млн дол. США групі інвесторів на чолі з керівництвом Savage. Vista отримала миттєвий валовий дохід у розмірі 158 млн дол. США та п’ятирічний вексель на 12  млн дол. США. Vista заявила, що використає ці гроші, після сплати відповідних податків, для зменшення боргу.

## Боєприпаси
В 1887 році компанія Stevens розробила набій .22 LR, який служив в якості початкового калібру для дітей, а також був дуже популярним серед шанувальників плінкінгу, вармінтингу та цільової стрільби. З 1888 року почали використовувати набій .22LR, в гвинтівках з переламним затвором  #1, #2, #9 та #10, в гвинтівках New Model Pocket та Bicycle. Набій .22 LR перевищив всі інші набої Stevens, такі як .25 Stevens та .25 Stevens Short, які розробляли в якості конкурентних, і які використовували в важільній однозарядній гвинтівці Favorite (випускали з 1894 по 1935 роки) та в Crack Shot #15 (представлено в 1900 році).
Після розробки кількома виробниками кустарних набоїв, Stevens адаптував набій .25-20 single shot, який розробив Дж. Френсіс Рабет в 1882 році. Непопулярність пляшкоподібних гільз змусила Stevens розробити в 1897 році набій .25-21. Розроблений капітаном В. Л. Карпентером, з 9-го піхотного полку США, набій .25-21 Stevens був вкороченою версією набою компанії .25-25 розробленого в 1895 року. Набій .25-25 використовували в гвинтівках Stevens модель 44 та модель 44½, які почали випускати з 1903 року.

## Гвинтівки

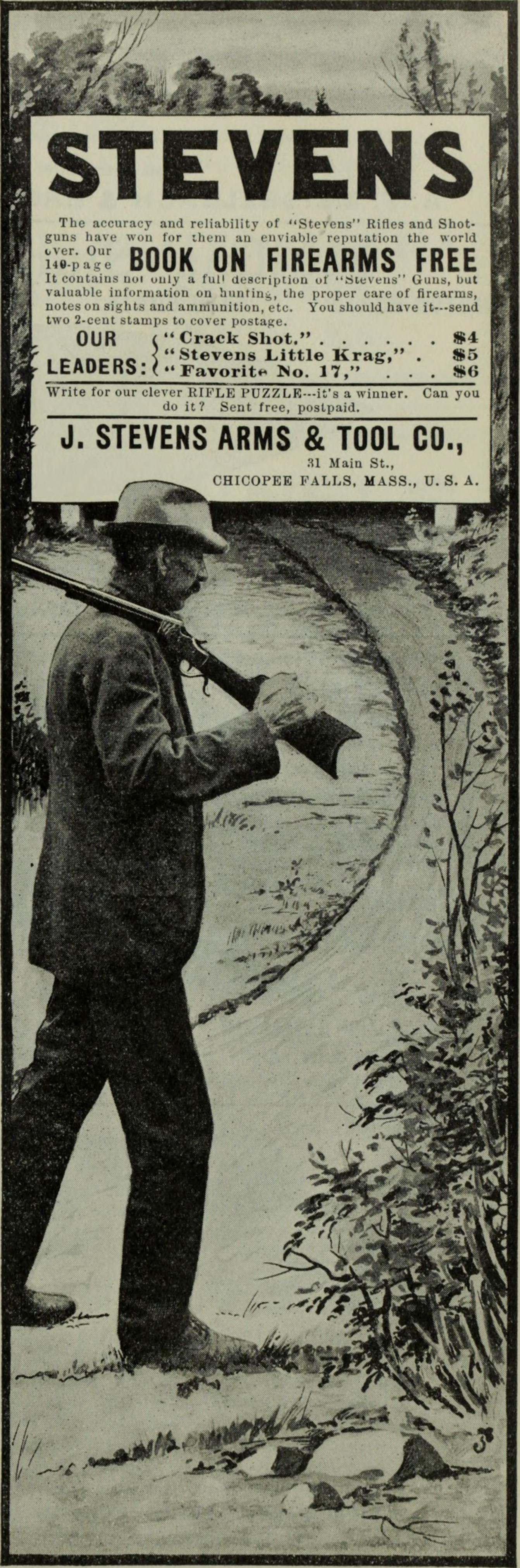
Реклама Stevens Arms

В 1880 році компанія почала випускати гвинтівки з клиновим затвором. Хоча ці гвинтівки є менш відомими ніж зброя Ballard або Winchester, але були схожої якості. Вони коштували дешевше а зброю Ballard або Winchester, що зробило моделі з клиновим затвором від Stevens конкурентоспроможними.  Під назвою Favorite, Little Scout, Crack Shot та Marksman компанія Stevens продала мільйони однозарядної зброї. В 1892 році кількість виробленої однозарядної зброї сягнула 3,5 млн.
Компанія Стівенс в складі New England Westinghouse, випустили понад 770000 гвинтівок Мосіна-Нагана по контракту з російським урядом в період 1916-1917, з них доставлено було 225260. Інші були продані американському уряду для озброєння американських експедиційних сил, підрозділів Білого руху, Фінляндії та було використано у цивільній маркманській програмі.
Модель 416 мала ствол великого розміру та великий дерев'яний приклад. Важкий ствол негативно вплинув на вагу, що не дало конкурувати з великими гвинтівками, наприклад, з різними версіями гвинтівок під набій .30 калібру. Гвинтівка мала регульований діоптричний приціл, закриту мушку та малий, знімний магазин.
Під час Другої світової війни, компанія Savage використовувала потужності Стівенс для виробництва військової вогнепальної зброї в тому числі гвинтівку Savage Lee–Enfield No. 4, пістолети-кулемети Thompson, автоматичні гвинтівки Browning (BAR) та кулемети Browning M1919 та M2.
В 1938 році компанія Стівенс представила Model 87, яку продали в кількості понад один мільйон штук. Інші одиниці продавали під назвою Savage Model 6 в мережі магазинів Sears.

## Дробовики

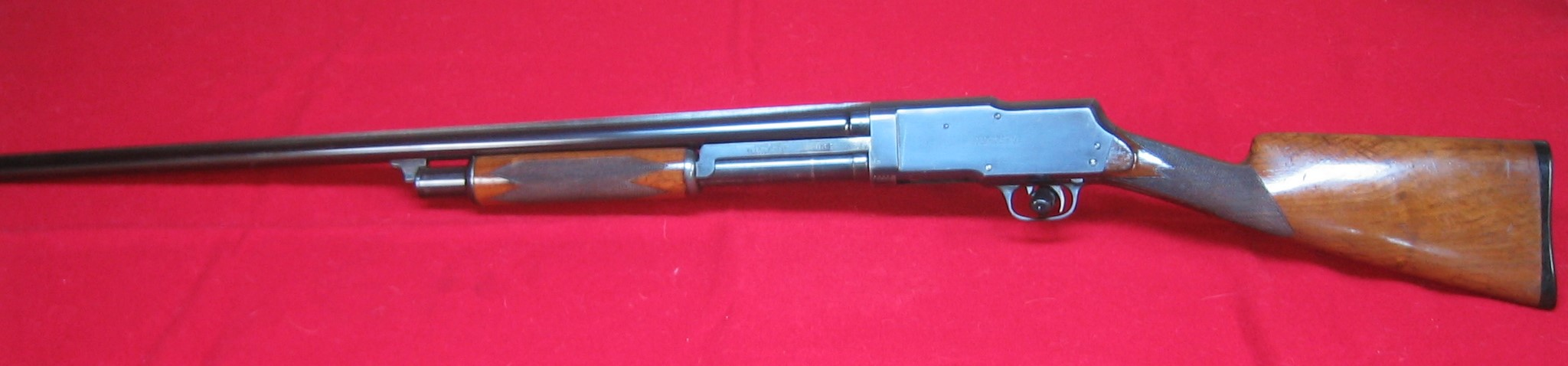
Stevens 522 Trap Gun

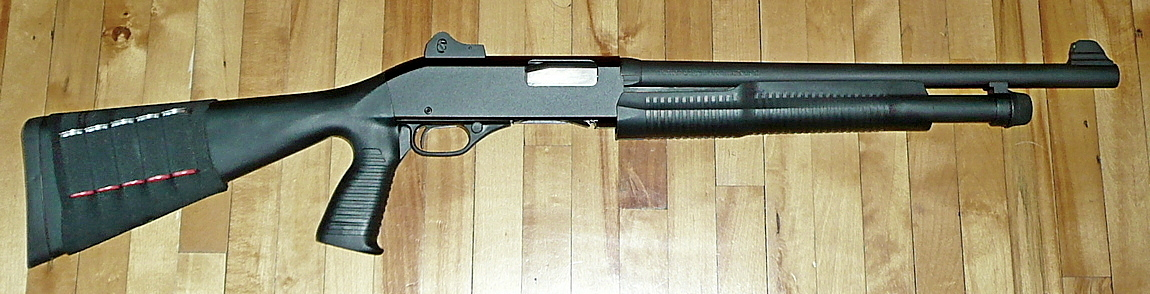
Stevens 320 Security помповий дробовик 12Ga зі стволом довжиною 18,5 дюймів

З 1872 року компанія Стівенс почала виробництво дробовиків з одним стволом створені на базі своїх переламних гвинтівок та пістолетів. Перша рушниця Model 30 була представлена в 14 калібрі, але скоро з'явилися рушниці 10, 12, 16 та 20 калібрів.
В 1876 році компанія Стівенс випустила першу двоствольну рушницю, Three Trigger Model, яка мала третій спусковий гачок для відмикання затвора і був представлений в 10 та 12 калібрах.
В період з 1900 по 1916 роки компанія Стівенс випускала 26 моделей дробовиків з одним стволом, вісім двоствольних моделей з відкритими курками та сім двоствольних безкуркових моделей в тому числі моделі з боковими замками, Model 250, в тому числі .410 калібру з ковзним затвором зі знімним магазином на три набої.

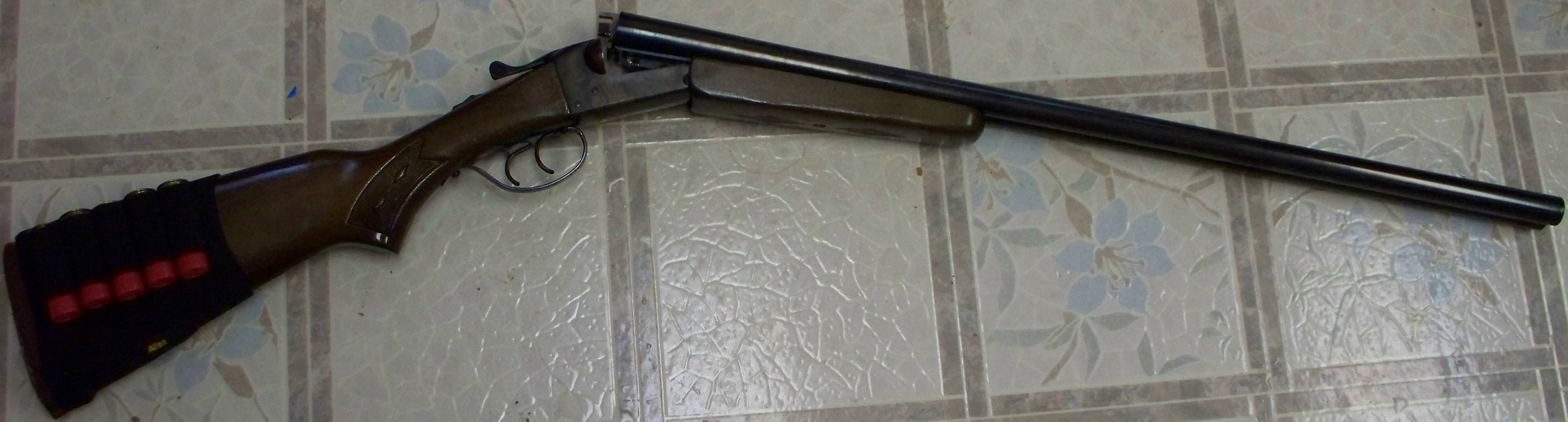
Дробовик Stevens 511A.

В 1907 році компанія Стівенс звернулась до Джона Браунінга та запропонувала  розробити помповий безкурковий розбірний магазинний дробовик, який отримав назву Model 520 and 620 shotguns.  Model 520 можна легко впізнати завдяки впізнаваній двогорбій ствольній коробці. Рушниця вперше з'явилася в каталозі Стівенс 1909 Catalog #52 та випускалася до 1939 року.
В 1927 році компанія Стівенс розробила рушницю Model 620, спрощену версію моделі 520, випуск цієї рушниці тривав до 1955 року. В 1918 році компанія Стівенс розробила прототип окопної рушниці на основі рушниці Model 520 для американських військових для використання у Першій світовій війні, але вона не пішла у серійне виробництво. Обидві рушниці Model 520A та 620A випускалися (під назвами M520-30 та M620) для військових потреб під час Другої світової війни, в окопному, партизанському та тренувальному варіантах. Під час Другої світової було випущено понад 45000 одиниць і багато з них використовували під час війни у В'єтнамі.

## Цільові пістолети
Джошуа Стівенс випускав три лінійки однозарядних переламних цільових пістолетів названих на честь сучасних стрільців.
- Stevens-Conlin No. 38 — названо на честь Джеймса Конліна, власника тиру Broadway Avenue shooting gallery в Нью-Йорку.
- Stevens-Lord No. 36 — названо на честь Френка Лорда, видатного стрільця по мішеням. У період з 1880 по 1886 роки було випущено шістсот одиниць.[22]
- Stevens-Gould No. 37 — названо на честь Артура Корбіна Гулда, експерта з вогнепальної зброї та письменника.

Дві одиниці Stevens-Lord No.36 замовив Баффало Білл, серійний номер 29 для себе та серійний номер 32 в подарунок для Бена Томпсона. Розкішно виконані пістолети мали стволи довжиною десять дюймів під набій .32 Colt, веселкові перламутрові руків'я та індивідуальне гравіювання із золотою інкрустацією Луї Даніеля Німшке. На торці руків'я пістолета Томпсона був напис «Від Баффало Біла Бену Томпсону».
В 1890 році снайперка Енні Оукл отримала позолочений пістолет з гравіюванням Stevens-Gould No.37 від свого чоловіка Френка Батлера. Пістолет мав тонко вигравіювані зображення голів собаки та коня з обох боків рамки. Пістолет Stevens-Gould No.37 входив у подарунок з трьох одиниць зброї для Оуклі.